# Radoslav Nenadál
Radoslav Nenadál (30. října 1929 Šumperk – 17. července 2018 Praha) byl český spisovatel a překladatel anglojazyčné literatury, amerikanista a anglista, vysokoškolský pedagog.

## Život
Narodil se 30. října 1929 v Šumperku, avšak už v dětství se s rodinou přestěhoval do Prahy. Tam posléze vystudoval angličtinu a češtinu na Filozofické fakultě Univerzity Karlovy. Po studiích začal pracovat jako vysokoškolský pedagog.
Překládal do češtiny například díla Ernesta Hemingwaye, Trumana Capoteho či Johna Irvinga a dalších. Mezi jeho překlady patří i román Sophiina volba amerického prozaika Williama Styrona. V roce 1981 Nenadál získal Cenu překladatelské sekce za překlad knihy Jamese Thurbera Filozof a ústřice a rovněž Cenu nakladatelství Odeon za práci v oblasti americké literatury. V roce 2017 byl uveden do Síně slávy v rámci Cen Josefa Jungmanna, udělovaných Obcí překladatelů.
Od 80. let 20. století také psal vlastní uměleckou prózu. Mezi jeho povídkové sbírky a romány patří Rakvářova dcera a jiné prózy (1985), Přijď zpět (anebo radši ne), Dušinky (1989), Gaudeamus či My tě zazdíme, Aido, dále Škorpión, Zahrada či Sešitky chrámové pěvkyně (zinscenovány Východočeským divadlem Pardubice). V jeho dílech se objevovalo vysokoškolské prostředí, Praha nebo také tabuizované téma homosexuality.
Publikoval také vědecké práce z oblasti literární kritiky a historie, učebnice, skripta a další texty.

## Rozhlas
- O Šporhetce a rakvářově dceři, dramatizace František Baďura, hudba Zdeněk Zdeněk, dramaturgie Zuzana Vojtíšková, režie Jaroslav Kodeš. Hrají: Natálie Drabiščáková, Jitka Jirsová, Marcela Nohýnková, Lenka Zbranková, Zdeněk Hruška, Vladimír Hrabal, Kryštof Bartoš, Jarmil Škvrna a další. Český rozhlas, 2018. [7]